# Bourgogne passetoutgrain

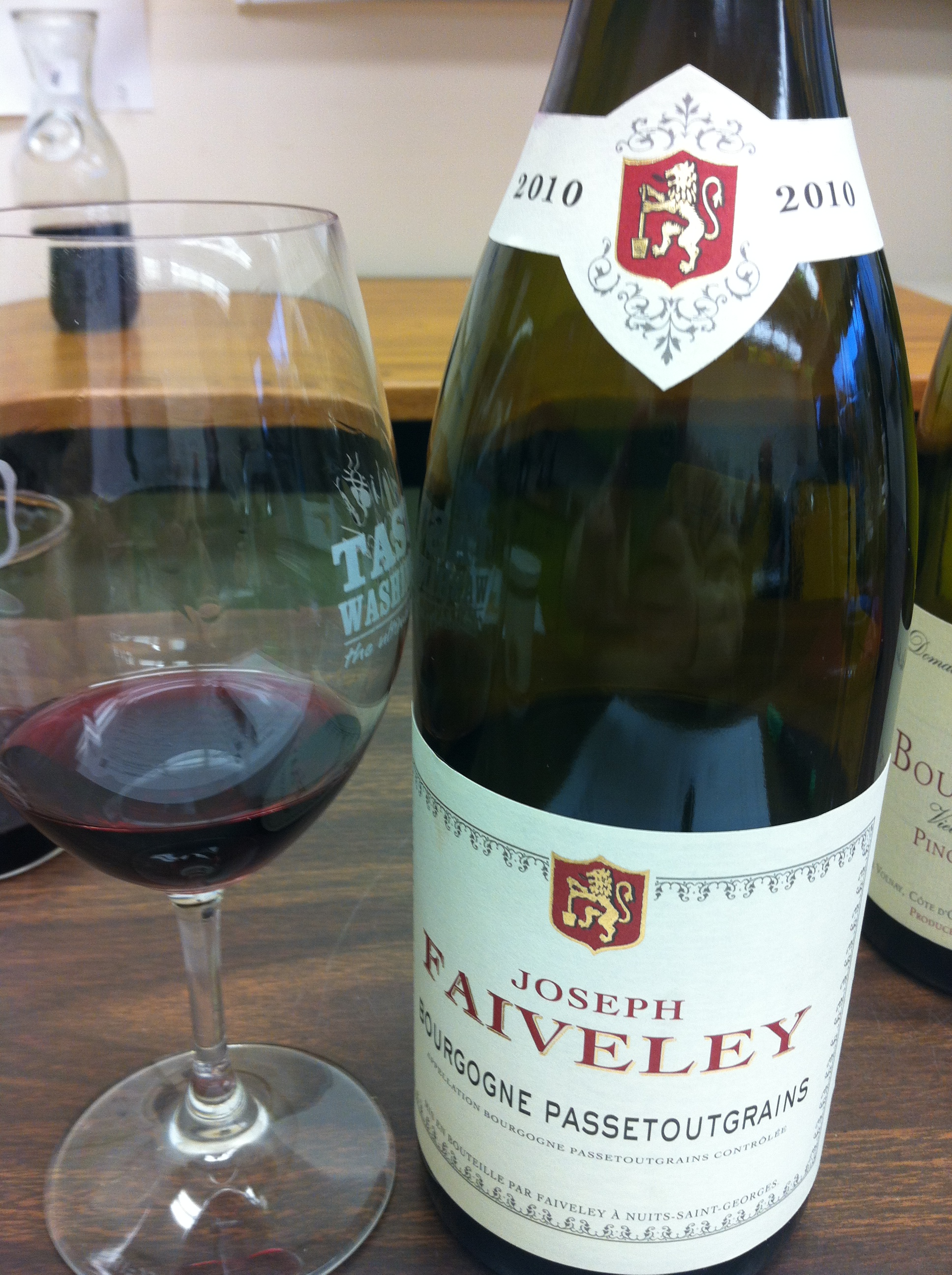
Een fles Bourgogne passetoutgrain.

Bourgogne passetoutgrain - vaak geschreven als bourgogne passe-tout-grains of verkort uitgesproken als passetoutgrain - is een Franse rode wijn. Het zijn fruitige Bourgogne-wijnen die jong - 2 à 3 jaar - het beste smaken. De ideale drinktemperatuur is 13 tot 16 graden Celsius en ligt daarmee onder kamertemperatuur. 
Een passetoutgrain is niet geschikt om te lageren.
Deze wijn is de enige uit het Bourgogne-gebied die niet van één enkel druivenras gemaakt wordt. De bourgogne passetoutgrain moet ten minste voor 1/3 uit pinotvariëteiten worden gemaakt. Meestal is dit pinot noir, maar het kunnen ook (deels) pinot liébault of andere zijn.
Het is zelfs toegestaan witte pinotvariëteiten te gebruiken zoals pinot blanc, pinot gris of chardonnay. Hierdoor kan de wijn enigszins rosé worden.

Het aandeel gamay mag echter maximaal 2/3 deel van de wijn uitmaken.
Na de oogst van de verschillende druivensoorten worden deze direct in een bepaalde verhouding samengevoegd waarmee de vinificatie is gestart en het gistingsproces kan beginnen.
Hoewel passetoutgrain (Frans: “alle druiven bij elkaar”) aldaar een geschiedenis heeft, is het sinds 31 juli 1937 als regionale AOC erkend, en mag hiermee alleen uit het nader omschreven Bourgogne-gebied komen. Dat wil zeggen uit de vier departementen Côte-d'Or, Rhône (niet te verwarren met het wijngebied Rhône!), Yonne en Saône-et-Loire. De meeste passetoutgrains komen uit het laatst genoemde gebied dat voor een deel als Chalonnais bekendstaat.

## Buiten Frankrijk
In Australische- en Californische wijnstreken worden ook wijnen in de stijl van passetoutgrain gemaakt. Vaak worden deze aangeduid met de afkorting PTG.